# HMIS Assam (K306)
Le HMIS Assam (K306) a été initialement lancé sous le nom de HMS Bugloss (K306) de la Royal Navy construite par John Crown & Sons (en) à Wear en Angleterre qui a été immédiatement transférée à la Royal Indian Navy après sa mise en service. Elle a été transférée de nouveau à la Marine royale en 1947 et par la suite mise au rebut.

## Historique
Assam a rejoint la flotte orientale quelques mois avant la fin de la Seconde Guerre mondiale. Elle a escorté de nombreux convois en 1945 pendant la guerre .